# Yūzō Koshiro
 (janvier 2016).
Si vous disposez d'ouvrages ou d'articles de référence ou si vous connaissez des sites web de qualité traitant du thème abordé ici, merci de compléter l'article en donnant les références utiles à sa vérifiabilité et en les liant à la section « Notes et références ».
Yūzō Koshiro (古代 祐三, Koshiro Yūzō) est un compositeur japonais de musiques de jeux vidéo.

## Biographie
Né à Hino, Tōkyō au Japon le 12 décembre 1967 d'un père artiste et d'une mère professeur de piano, il suit dès ses trois ans une formation de piano et aussi ensuite de violon et de violoncelle. Dès l'âge de 8 ans, il prend des cours avec un ami de sa mère, elle-même pianiste ; il s'agit du célèbre compositeur Joe Hisaishi, qui restera pour lui source d'admiration.
En 1985, alors qu'il aurait initialement souhaité être programmeur, il répond à une annonce et est embauché par Falcom comme compositeur. Il commence en composant la musique de la version PC-88 de Ys. Assisté par Kawashima[Lequel ?], Hitoshi Ariga, Mieko Ishikawa et Hideya Nagata, il réalise les bandes sonores de Xanadu Scenario II, Dragon Slayer IV, Sorcerian, Ys II et Romancia.
Il quitte ensuite Falcom et monte en 1990 (avec sa mère) sa propre société de jeu vidéo, Ancient Corp., pour laquelle il composera notamment les musiques de La Légende de Thor sorti sur Mega Drive.
Bien que déjà compositeur renommé (il est l'un des seuls dont le nom soit régulièrement sur la page de présentation des jeux sur lesquels il travaille, juste sous le titre), il obtient la consécration en 1999 avec la bande originale de Shenmue sur Dreamcast, réalisée en collaboration avec d'autres compositeurs.
Il est aussi très connu pour ses compositions de style techno sur la trilogie Streets of Rage sur Mega Drive, qui font partie des musiques les plus appréciées dans le domaine du jeu vidéo, sans oublier son travail sur The Revenge of Shinobi, également sur Mega Drive.
Ses compositions les plus récentes incluent principalement les bandes originales des jeux d'arcade Wangan Midnight Maximum Tune, de style trance.
Yūzō Koshiro a également composé le thème de la chaîne de télévision Nolife.

## Ludographie
- Xanadu Scenario II (PC-88, PC-98)
- Ys (PC-88, PC-98)
- Ys II (PC-88, PC-98)
- Romancia (PC-88)
- Legacy of the Wizard / Dragon Slayer IV (Nintendo Entertainment System / Famicom)
- Dragon Ball Online (MMORPG, PC)
- Sorcerian (PC-88, PC-98)
- Algarna (Sharp X1)
- Bosconian (Sharp X68000)
- The Scheme (PC-88)
- Misty Blue (PC-88)
- Crack Down (Arcade)
- The Stickman is Back (Mega Drive / Sega Genesis) - inédit
- The Revenge of Shinobi / The Super Shinobi (Mega Drive / Sega Genesis)
- Thrice (Slice) (Sharp X68000)
- Streets of Rage / Bare Knuckle (Mega Drive / Sega Genesis / Sega Game Gear / Sega Master System)
- Sonic the Hedgehog (Sega Game Gear, Sega Master System)
- ActRaiser (Super Nintendo Entertainment System / Super Famicom)
- ActRaiser 2 (Super Nintendo Entertainment System / Super Famicom)
- Super Adventure Island (Super Nintendo Entertainment System / Super Famicom)
- Streets of Rage 2 / Bare Knuckle II (Mega Drive / Sega Genesis / Sega Game Gear / Sega Master System) - avec Motohiro Kawashima
- Slap Fight (Mega Drive) - Japon uniquement
- Miracle Casino Paradise (Super Famicom) - Japon uniquement
- Shinobi (Sega Game Gear)
- Shinobi II: The Silent Fury (Sega Game Gear)
- Batman Returns (Sega Game Gear, Sega Master System)
- Streets of Rage 3 / Bare Knuckle III (Mega Drive / Sega Genesis) - avec Motohiro Kawashima
- La Légende de Thor / The Story of Thor / Beyond Oasis (Mega Drive / Sega Genesis)
- Eye of the Beholder (Sega Mega CD / Sega CD)
- Zork I (Sega Saturn / Sony PlayStation)
- The Story of Thor 2 / The Legend of Oasis (Sega Saturn)
- Vatlva (Sega Saturn)
- Culdcept (Sega Saturn) - avec Takeshi Yanagawa
- Fox Junction  (Sony PlayStation) - avec Motohiro Kawashima et Ryuji Iuchi
- Shenmue (Sega Dreamcast) - avec Takenobu Mitsuyoshi, Takeshi Yanagawa, Osamu Murata et Ryuji Iuchi
- Wangan Midnight (Arcade, Sony PlayStation 2)
- Car Battler Joe (Nintendo Game Boy Advance)
- Wangan Midnight Maximum Tune (Arcade)
- Amazing Island (Nintendo GameCube)
- Wangan Midnight Maximum Tune 2 (Arcade)
- Namco × Capcom (Sony PlayStation 2)
- Dancing Stage Max (EUR) / Dance Dance Revolution Extreme 2 (USA) / Dance Dance Revolution STR!KE (JAP) (Sony PlayStation 2) - pour la chanson You Gotta Move It, chantée par Julie Rugaard
- Castlevania: Portrait of Ruin / Akumajō Dracula - Gallery of Labyrinth (Nintendo DS) - avec Michiru Yamane
- Etrian Odyssey (Nintendo DS)
- Wangan Midnight Maximum Tune 3 (Arcade)
- Lost Regnum (Sony PlayStation Portable)
- Super Smash Bros. Brawl (Nintendo Wii) - avec plusieurs autres compositeurs
- Wangan Midnight Maximum Tune 4 (Arcade)
- 7th Dragon 2020 (PlayStation Portable)
- Kid Icarus Uprising (Nintendo 3DS) - avec d'autres compositeurs
- 7th Dragon III Code: VFD (Nintendo 3DS) - avec sasakure.UK
- Streets of Rage 4 (Microsoft Windows / Nintendo Switch / PlayStation 4 / Xbox One) - avec d'autres compositeurs

Yūzō Koshiro a également participé à d'autres projets tels que Merregnon Soundtrack - Volume 2, Ten Plants, Street Fighter Tribute Album (pour un remix du niveau de M. Bison), FM Sound Module Maniax, ainsi que des arrangements pour la bande originale de Pink Sweets.

## Discographie
Auteur unique
- The Scheme (21 décembre 1989, Alfa Records, 25A2-8)
- The Super Shinobi & Works (25 décembre 1989, Alpha Records, 25A2-53)
- ActRaiser OST (25 janvier 1991, Alfa Records, ALCA-105)
- Misty Blue (21 avril 1991, Alfa Records, ALCA-123)
- Bare Knuckle (Streets of Rage) OST (21 septembre 1991, Alfa Records, ALCA-181)
- ActRaiser Symphonic Suite (21 septembre 1991, Alpha Records, ALCA-182, avec le Japan Shinsei Symphony Orchestra)
- Super Adventure Island (21 janvier 1992, Alfa Records, ALCA-242)
- Yuzo Koshiro Early Collection (21 juillet 1992, Alfa Records, ALCA-328)
- Bare Knuckle II (Streets of Rage 2) OST (21 janvier 1993, Alfa Records, ALCA-443, avec Motohiro Kawashima)
- Bare Knuckle III (Streets of Rage 3) OST (24 août 1994, Alfa Records, ALCA-5006, avec Motohiro Kawashima)
- Yuzo Koshiro Early Collection 2nd (1er août 1998, Ancient, PRD-688)
- Culdcept OST (21 janvier 1998, First Smile, FSCA-10028, avec Takeshi Yanagawa)
- Streets of Rage 2 OST (1er février 2000, Mars Colony Music, MCM-10106-2, avec Motohiro Kawashima, réédition)
- Legend 80's "The Scheme Soundtrack" (21 août 2002, Scitron, SCDC-00199, remasterisé avec de nouveaux morceaux)
- Wangan Midnight OST (4 septembre 2002, Scitron, SCDC-00188)
- Wangan Midnight Maximum Tune 2 OST (6 avril 2005, King Records, KICA-1361/1362)
- Capture Chronicle Series "Gain Ground & Crack Down" (24 mars 2006, Scitron, SDDV-00031/32)
- Wangan Midnight Maximum Tune 3 OST (27 septembre 2007, Marvelous Entertainment, MJCD-20102)
- Wangan Midnight Maximum Tune 4 Original Soundtrack (25 janvier 2012, Lantis, LACA-9235-36)
- Wangan Midnight Maximum Tune Original Soundtrack 10th Anniversary Box (15 juillet 2015, Lantis, LACA-9404-9)

Contributions
- All Over Xanadu (5 juillet 1987, Apollon Music Industrial Corp., BY30-5170)
- Romancia Sound Fantasy (21 novembre 1987, Apollon Music Industrial Corp., BY30-5176)
- Perfect Collection Ys (5 août 1990, King Records, KICA-1012/1013)
- Perfect Collection Ys 2 (5 septembre 1990, King Records, KICA-1014/1015)
- Perfect Collection Sorcerian Vol. 2 (21 septembre 1991, King Records, KICA-1037/1038)
- Perfect Collection Sorcerian Vol. 3 (21 novembre 1991, King Records, KICA-1039/1040)
- Great Wall (16 août 1993, Troubadour Records, TTRC-0002)
- Perfect Collection Ys IV - The Dawn of Ys Volume 1 (23 février 1994, King Records, KICA-1139)
- Little Princess Puppet Princess of Marl's Kingdom 2 OST (8 mars 2000, Toshiba EMI/Future Land, TYCY-10031)
- Shenmue Chapter 1 - Yokosuka OST (23 mars 2000, Future Land, TYCY-10034/10035)
- Street Fighter Tribute Album (17 décembre 2003, Suleputer, CPCA-1083)
- Merregnon Soundtrack - Volume 2 (19 mai 2004, Totentanz (Soulfood Music), TOT 23009)
- Merregnon Soundtrack - Volume 2 (19 janvier 2005, Dex Entertainment, DECX-0018, réédition)
- Namco x Capcom OST (23 août 2005, Suleputer, CPCA-10118)
- Dance Dance Revolution Festival & Strike Original Soundtrack (15 février 2006, Toshiba EMI, TOCP-64291/64292)